# Kosmoceratops
Kosmoceratops (từ tiếng Hy Lạp cổ đại κόσμος (kosmos "trang trí, trang hoàn"), κέρας (keras, "sừng") và ὤψ (ōps, "mặt")) là một chi khủng long Ceratopsia thuộc họ Chasmosaurinae, sống tại Laramidia vào thời kỳ Creta muộn (tầng Champagne muộn), nơi ngày nay là Utah, Hoa Kỳ. Hóa thạch của nó được khai quật tại thành hệ Kaiparowits ở Tượng đài Quốc gia Grand Staircase-Escalante. Nó được đặt tên lần đầu bởi Scott D. Sampson, Mark A. Loewen, Andrew A. Farke, Eric M. Roberts, Catherine A. Forster, Joshua A. Smith, và Alan L. Titus năm 2010, cùng với các chi Utahceratops (cũng từ Tượng đài Grand Staircase-Escalante) và Vagaceratops (từ Alberta). Tên của loài điển hình, K. richardsoni, là để vinh danh Scott Richardson, một tình nguyện viên đã phát hiện mẫu gốc và nhiều hóa thạch khác tại Tượng đài Quốc gia Grand Staircase-Escalantee.